# هوغو جيورجي
هوغو جيورجي (بالإسبانية: Hugo Giorgi)‏ (23 يناير 1920 في الأرجنتين - ) هو لاعب كرة قدم أرجنتيني في مركز الهجوم. لعب مع أوداكس إيتاليانو وجيمناسيا لابلاتا وريفر بليت ونادي بولونيا.

## وصلات خارجية
- هوغو جيورجي على موقع عالم كرة القدم.نت (الإنجليزية)